# 塔米·鮑德溫
塔米·苏珊娜·格林·鮑德溫（英語：Tammy Suzanne Green Baldwin，1962年2月11日—）是一位美國聯邦參議員，民主黨成员。1999年至2013年她曾担任来自威斯康辛州第二國會選區的美国众议院议员，以及连续三届担任威斯康星州众议院第78区的州议员。
鮑德溫代表民主黨於2012年的美国参议院选举中击败她的共和党对手，前威斯康星州州长汤米·汤普森。成為美國史上首位公開承認同性戀身份的聯邦參議員，也是威斯康辛州首位女性參議員。截至2012年，鲍德温的投票纪录显示她是最自由的参议员之一。

## 早期生活和教育
鮑德溫在威斯康辛州麥迪遜出生和成长，由母亲和外祖父母抚养长大。她的外祖父是犹太人（来自俄罗斯和德国的移民）的儿子，外祖母是圣公会教徒，出生于英国。鲍德温1980年毕业于西麦迪逊高中。1984年获得史密斯學院学士学位并于1989年获得威斯康辛大学法学院法学博士学位。1989年至1992年她一直从事法律工作。

## 个人生活
十五年来，鲍德温的伴侣一直是勞倫·阿扎爾（Lauren Azar）。2009年，她们在威斯康星州注册为伴侣关系，2010年分开。